# Escalier des Écoliers
Pour les articles homonymes, voir écolier.
L'escalier des Écoliers (roumain : Scara de lemn din Sighișoara est un escalier classé de Sighișoara, en Transylvanie.

## Description
C'est un escalier à rampes de 175 marches avec une couverture en bois datant de 1642, permettant de relier les parties inférieure et supérieure de la citadelle de Sighişoara, notamment l'église Saint-Nicolas, un édifice représentatif de l’architecture gothique de Transylvanie : construite par étapes du XIVe au XVe siècle sur les vestiges d’un édifice roman, elle a adopté un plan de type halle avec une abside polygonale. La décoration sculptée de la façade témoigne d’influences provenant d’Europe centrale.
Il y avait 300 marches à sa construction.

## Galerie

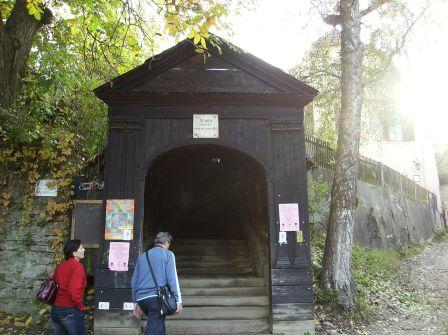
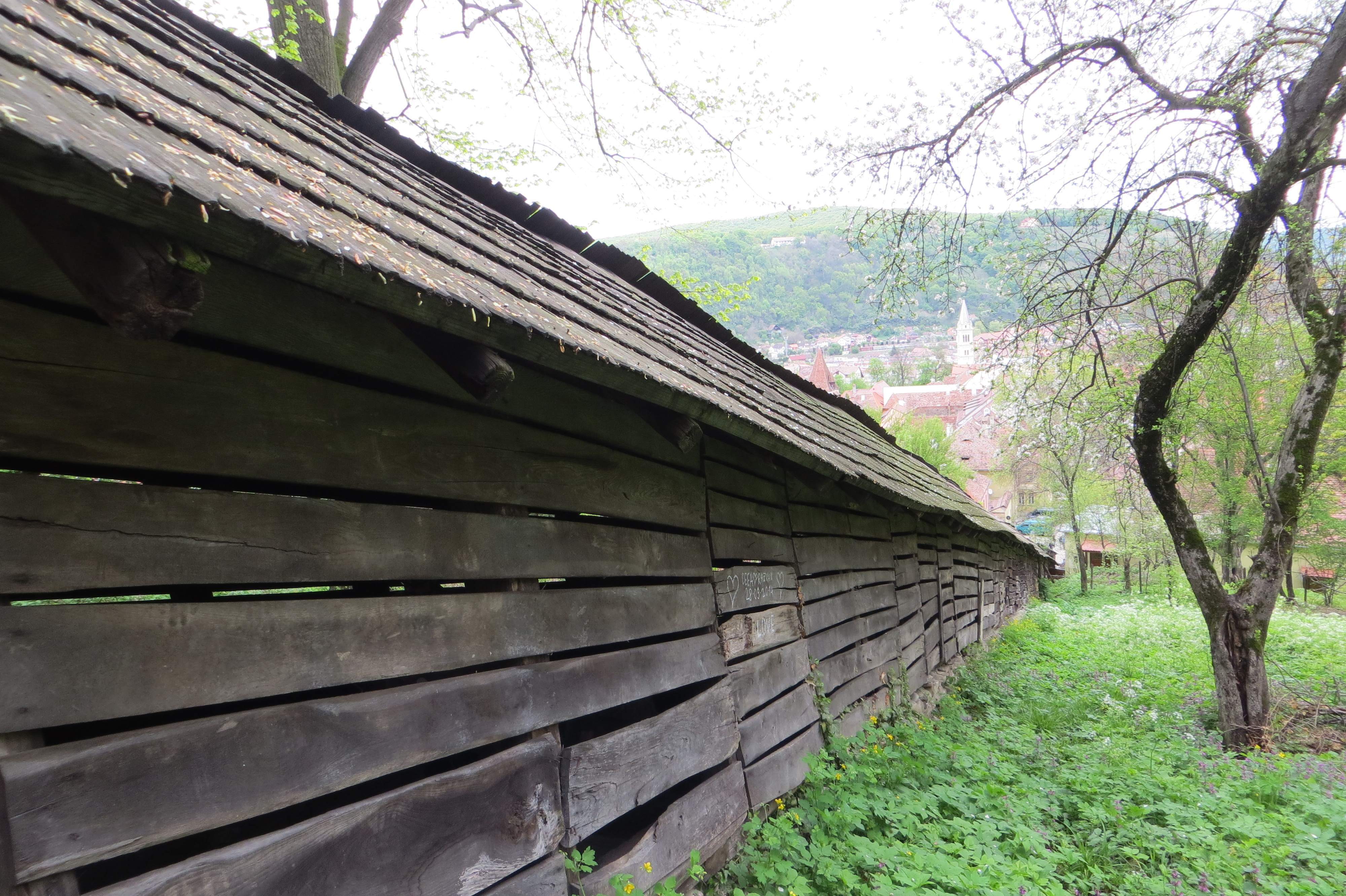
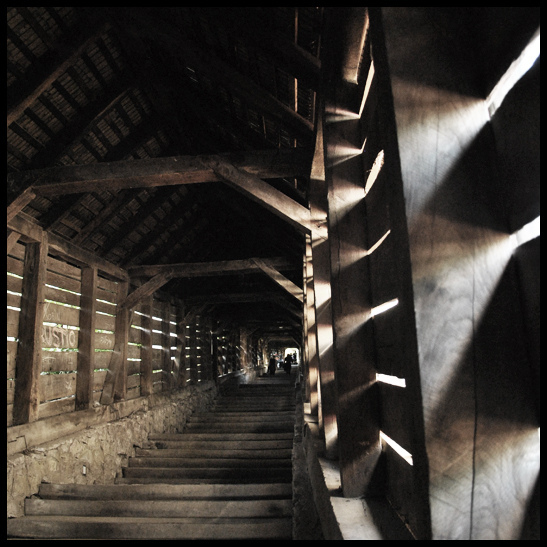
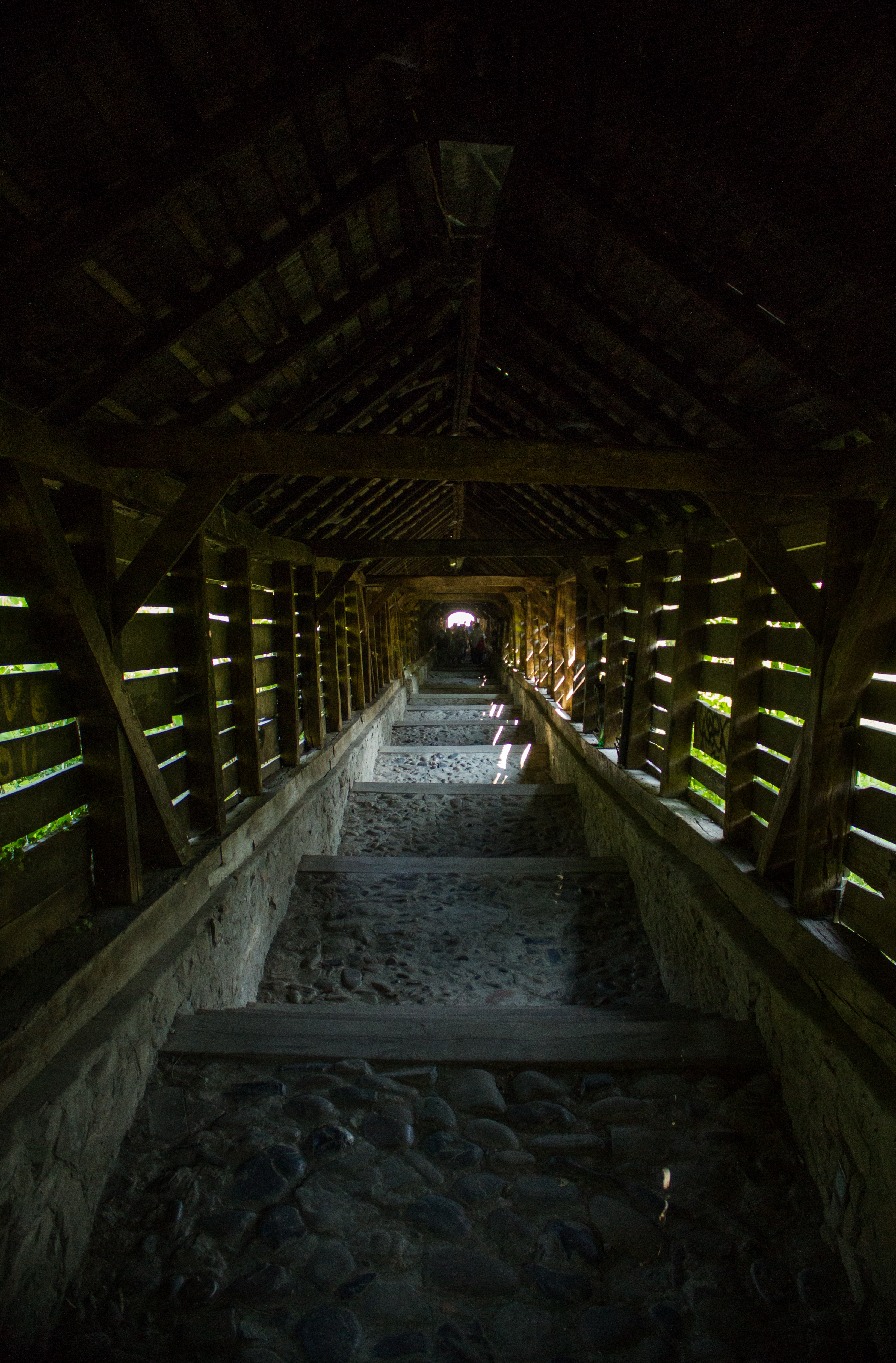
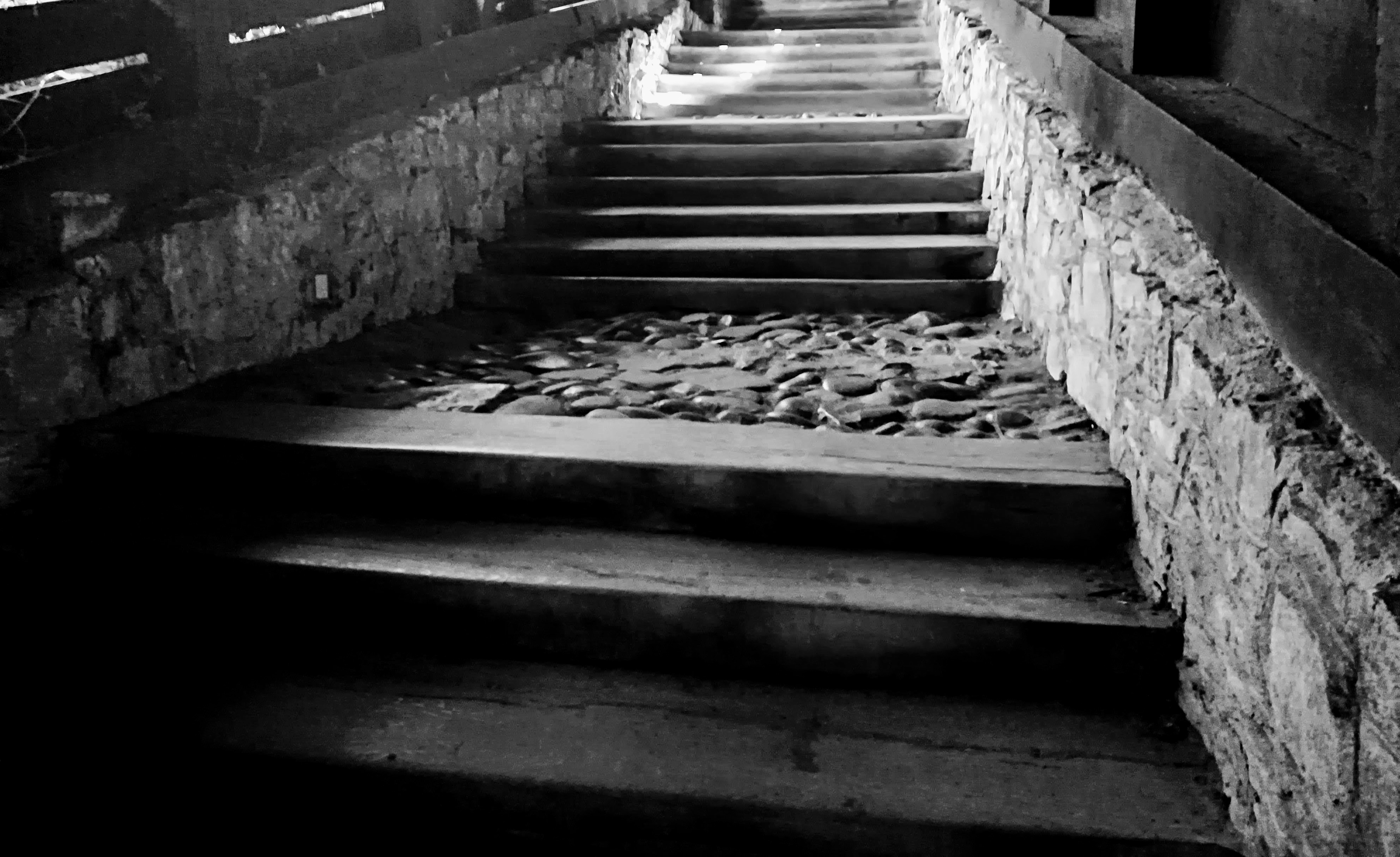